# Devin Townsend
Pour les articles homonymes, voir Townsend.
 (mars 2023).
Si vous disposez d'ouvrages ou d'articles de référence ou si vous connaissez des sites web de qualité traitant du thème abordé ici, merci de compléter l'article en donnant les références utiles à sa vérifiabilité et en les liant à la section « Notes et références ».
Devin Garrett Townsend, né le 5 mai 1972 à New Westminster, est un musicien multi-instrumentiste (entre autres chanteur, guitariste et claviériste) canadien, exerçant dans différents styles de heavy metal.
Il mène une carrière solo, mais aussi et surtout avec ses différents groupes Strapping Young Lad, The Devin Townsend Band (de 2003 à 2006) et le Devin Townsend Project (depuis 2009). Il apparaît également sur de nombreux albums en tant qu'invité (Front Line Assembly, Paradise Lost, Ayreon, Gojira…) et/ou producteur (Soilwork, Lamb Of God, Bleeding Through, Gwar, Zimmer's Hole…). Il a aussi enregistré quelques démos en compagnie de Jason Newsted (alors dans Metallica) à travers IR8 (trio comprenant aussi Tom Hunting d'Exodus) et Tree Of The Sun (quatuor avec Scott Reeder de Kyuss et Dale Crover des Melvins).

## Biographie

### Jeunesse et débuts
Devin Townsend est né le 5 mai 1972 à New Westminster, dans la banlieue de Vancouver, au Canada. Il commence par pratiquer le banjo à l'âge de cinq ans, puis la guitare à douze ans. Alors qu'il est au lycée, il participe à plusieurs groupes de la scène locale de Vancouver, et fonde le groupe Grey Skies qui sera connu plus tard sous le nom de Noisescapes. Il se fait alors remarquer en envoyant la démo de son groupe au label Relativity Records, parmi d'autres. Le label répond positivement et lui permet de travailler sur le premier album du groupe Noisescapes, Promise. Steve Vai, qui est alors signé chez Relativity, le repère, impressionné par ses capacités vocales, et décide de l'employer dans son prochain projet. Cela le mène à participer en tant que chanteur principal à l'album Sex & Religion de Vai, sorti en 1993. Townsend part ensuite en tournée avec Vai pour promouvoir l'album. Après cela, il part en tournée avec le groupe The Wildhearts, qui jouait en première partie des concerts de Vai. Commence également à cette occasion une longue amitié avec leur chanteur, Ginger. À la même période, Townsend participe en tant que guitariste à plusieurs albums du groupe Front Line Assembly.

### DeHeavy as a Really Heavy ThingàInfinity
En 1995, Townsend commence ce qui est alors un projet majoritairement solo, Strapping Young Lad. Il chante et joue de la plupart des instruments sur son premier album Heavy as a Really Heavy Thing, sorti en avril 1995. Il crée ensuite un album parodique pop-punk, Cooked on Phonics, sous le nom de Punky Brüster, qui sort la même année.
Le célèbre groupe de heavy metal anglais Judas Priest lui propose d'occuper la place vacante de chanteur en son sein après le départ de Rob Halford (une des idoles de Devin), mais celui-ci décline l'offre, préférant une indépendance artistique totale plutôt qu'une reconnaissance de masse.
Townsend mène également une carrière en solo sous son propre nom d'abord, puis sous le nom de « The Devin Townsend Band » ensuite. La parodie de musique branchée nord américaine Punky Brüster ou des œuvres comme Ocean Machine, Infinity, Terria ou plus récemment Synchestra montrent un artiste ambivalent, plein d'humour et très soucieux de la qualité de sa musique. De 1997 à 2002, tournées internationales, Ocean Machine, Physicist, Infinity, Terria, avec Chris Valagao Mina, (chanteur, guitariste). Devin et Chris fondent Biomech et Zimmers hole.

### Ziltoid the Omniscient
Devin Townsend sort en mai 2007 l'album Ziltoid the Omniscient, un album-concept humoristique racontant l'histoire d'un extra-terrestre, Ziltoid, qui décide d'attaquer la planète Terre dans le but d'obtenir une substance qui doit lui permettre de contrôler le temps, à savoir du café noir. On entend la voix de ce personnage dès l'intro de l'album dans laquelle il donne cinq minutes aux humains pour lui apporter le meilleur café noir, sous peine de détruire la Terre. Cet album a la particularité d'avoir été écrit et enregistré seul par le musicien, pratiquant plusieurs instruments lui-même et utilisant des banques de sons pour la batterie.
Il marque aussi un tournant dans sa carrière musicale puisque Devin décide avec la naissance de son premier enfant de prendre une pause afin de pouvoir se consacrer à sa famille. Il confie d'ailleurs dans des conférences de presse qu'il en a assez de l’industrie du disque et de partir en tournée[réf. souhaitée]. Il annonce alors qu'il composera sa musique désormais tout seul, comme sur Ziltoid the Omniscient et qu'il passera par son site internet pour faire paraître son travail. La figurine représentant le personnage de Ziltoid sur la pochette est par ailleurs devenue une sorte de mascotte, récurrente chez Devin Townsend et présente lors de nombreux concerts.
Une suite nommée Dark Matters, contenue dans le double-album Z2, est sortie fin 2014, reprenant le personnage et l'univers créés pour le premier album. En attendant la sortie de celui-ci, une émission, Ziltoid Radio était écoutable sur le site TeamRock Radio.

### Devin Townsend Project
En 2009, il commence un nouveau projet sous le nom « Devin Townsend Project » et qui se composera de quatre albums enregistrés à chaque fois avec des musiciens différents. Le premier, Ki, est sorti en mai 2009. Addicted, le second, est sorti le 16 novembre 2009 en collaboration avec la chanteuse Anneke van Giersbergen. Le 21 juin 2011 sont sortis les deux derniers albums de la tétralogie, Deconstruction, le plus extrême et fou, et Ghost, le plus calme, presque ambiant.
Devin a déclaré le 2 février 2009[réf. nécessaire] :

« Ouais, 4 albums. Un hors-d’œuvre, deux plats principaux et un dessert.
Ki est le hors-d’œuvre : heavy et froid.
Ki est la moelleuse introduction à l'histoire (un thème très pertinent, plutôt troublant).
Addicted est l'album suivant, heavy, fun et dansant… J'aime bien les chœurs et les danses.
Deconstruction (3e album) est un régal pour les fans de SYL et Ziltoid…
L'album ambient, (thème du sable) clôturera le tout.
Tous chez DTP.
Ki est pratiquement terminé. Je vais partir enregistrer Addicted… (au Népal ?) Deconstruction est terminé, j'ai juste besoin de l'orchestre. Ambient sera une collection d'improvisations.
Ensuite, je pars en vacances.
No rest for the wicked. »

Le 18 septembre 2012 sort Epicloud, un nouvel album du Devin Townsend Project, sans rapport avec les quatre premiers. Il est de nouveau en collaboration avec Anneke van Giersbergen. Cet album contient une reprise du morceau Kingdom sur l'album Physicist de la carrière solo de Townsend, sorti en 2000.
En 2014, Townsend sort un double album intitulé Z², qui comprend à la fois un album du Devin Townsend Project, Sky Blue, et un album solo, Dark Matters, qui est la suite de Ziltoid the Omniscient sorti en 2007.
Septième album du groupe, Transcendence sort en septembre 2016. Il contient une reprise du morceau Truth réenregistré pour l'occasion, originellement sorti sur Infinity en 1998. L'album sera aussi classé 10e meilleur album de la décennie par le média Loudwire.
À la fin de la tournée de Transcendance, Devin Townsend émet un communiqué dans lequel il annonce mettre fin au Devin Townsend Project. Il y explique avoir tout dit avec cette formation et ne pas vouloir tomber dans la redondance.
Le nouvel album solo de Devin Townsend, Empath, est annoncé pour le 20 mars 2019. Selon Devin, cet album est une synthèse de tout ce qu’il a pu expérimenter dans sa carrière de musicien.
Après la sortie de l'album Empath, Devin Townsend s'est attelé à la création d'une édition spéciale mixée en 5.1, qu'il a sorti le 5 juin 2020. Durant la crise du coronavirus, le musicien a été très actif, et a même déclaré qu'il avait commencé à travailler sur un nouvel album.

## Style musical

### Projets

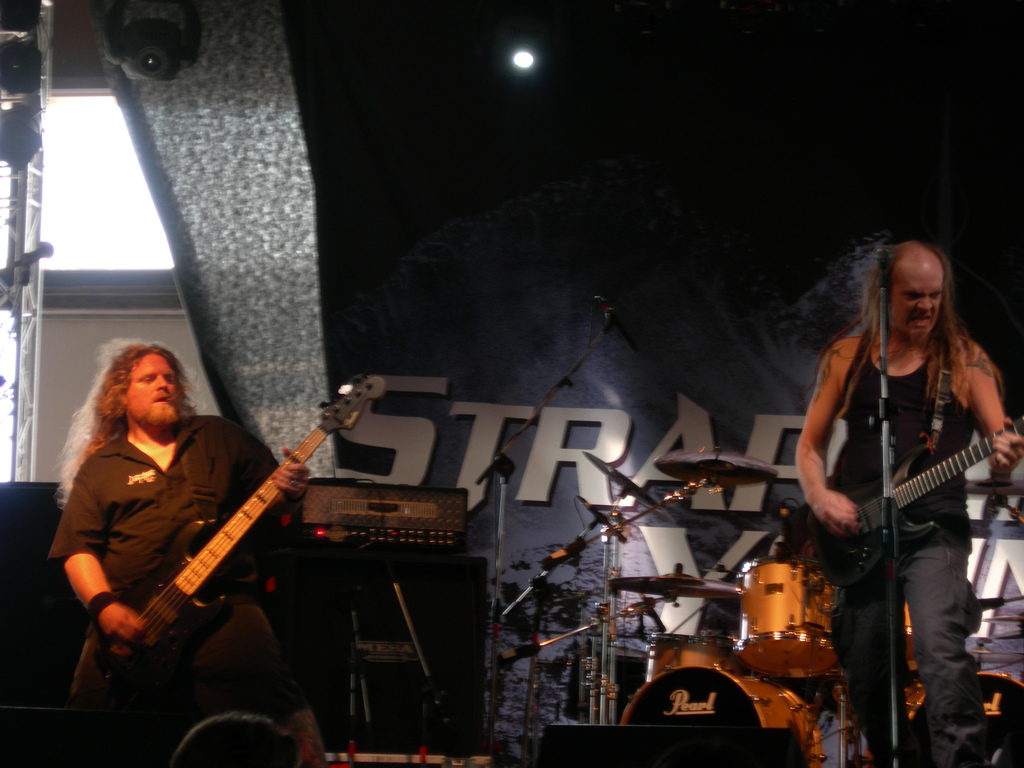
Townsend (à droite) jouant avec Strapping Young Lad à Bologne, en Italie (2006).

Townsend a conçu ses deux projets principaux, l'agressif Strapping Young Lad et ses travaux en solo plus mélodiques, comme des homologues. La musique de Strapping Young Lad était un mélange varié de genres de metal extrêmes : death metal, thrash metal, black metal et métal industriel. Les travaux en solo de Townsend, quant à eux, marient de nombreux genres et influences, avec des éléments de musique ambiante atmosphérique, de hard rock et de rock progressif, aussi bien que de pop metal et de rock d'arène. Malgré la plus grande reconnaissance mainstream de Strapping Young Lad, Townsend s'identifie plus à ses œuvres solo, et n'a jamais eu pour intention de faire de Strapping Young Lad le centre de sa musique. Il refuse d'ailleurs par la suite de jouer en concert les morceaux créés à l'époque avec Strapping Young Lad, sauf à de rares exceptions.

### Style de production
En tant que « fan du multipiste » autoproclamé[réf. nécessaire], Townsend a développé un style de production qui en fait sa marque de fabrique, incluant un « mur de son » (en anglais wall of sound) à couches superposées et atmosphérique. Townsend a reçu l'éloge des critiques pour ses productions, qui « sont toujours marquées par un sens de l'aventure, de l'intrigue, des atmosphères chaotiques et globalement par une pyrotechnie orale », selon Mike G. de Metal Maniacs[réf. nécessaire]. Townsend utilise principalement le logiciel Pro Tools pour produire sa musique, mais également d'autres suites telles que Steinberg Cubase, Ableton Live, et Logic Pro. Les idées musicales et le style de production de Townsend ont suscité des comparaisons avec Phil Spector et Frank Zappa[réf. nécessaire]. Townsend a effectué lui-même le mixage et le mastering pour la majorité de ses travaux solo. Il a également mixé et remixé pour d'autres artistes tels que Rammstein, August Burns Red et Misery Signals.

### Style de jeu
Townsend utilise principalement un accordage en Open C pour guitare à six ou sept cordes. Il emploie également l'accordage en Open B et Open B flat (un accordage Open B réglé un demi ton plus bas) sur ses guitares six cordes. À noter que pour les chansons Vampira et Bend It Like Bender, il est en accordage standard (EADGBE). Les techniques de Townsend varient du fingerpicking aux power chords et accords superposés, en passant par les arpèges en sweep-picking et les techniques de tapping. Il est également connu pour son utilisation abondante des effets de reverb et de delay. Il a déclaré qu'il n'avait aucun goût pour la guitare shred, en disant « musicalement ça ne fait rien pour moi », et qu'il ne fait des solos que lorsqu'il pense qu'il le peut dans le contexte de la chanson[réf. nécessaire].

### Matériel utilisé
Townsend a utilisé des guitares ESP de 1994 à 2009, puis est passé aux guitares Peavey. En 2011, Peavey a présenté une guitare baryton à 7 cordes signature Devin Townsend avec un micro EMG 81-7 en position chevalet et une 7 cordes EMG SA en position manche. Depuis 2012, il a aussi commencé à utiliser des guitares Framus et Sadowsky. Concernant la guitare basse, il utilise deux basses Sadowsky 5 cordes (une frettée, une sans frettes). En 2017, il se met à utiliser  une basse à cinq cordes avec micros EMG actifs et préamplificateur Bartolini de la marque Zon. Townsend est également connu pour son utilisation du simulateur d'amplis et multi-effets Fractal Audio AxeFX, déclarant que celui-ci lui donne les meilleurs sons qu'il ait jamais obtenus de son équipement, et qu'il le préfère à des amplis traditionnels.

### Influences
Townsend tire ses influences d'un large éventail de genres musicaux, dont le plus marquant est le heavy metal. Townsend a cité, parmi d'autres, Judas Priest, W.A.S.P., Frank Zappa, des comédies musicales de Broadway, ABBA, de la musique new age, Zoviet France, King's X, Morbid Angel, Barkmarket, Grotus, Jane's Addiction, Metallica, Cop Shoot Cop et Fear Factory comme influences, et a également exprimé son admiration pour Meshuggah à plusieurs occasions, les appelant « le meilleur groupe de metal de la planète ». L'album City a été influencé par des groupes tels que Foetus et Cop Shoot Cop.

## Discographie

### En Solo

#### Albums studio
- Punky Brüster - Cooked On Phonics (1996)
- Ocean Machine: Biomech (1997)
- Infinity (1998, rééd. 2006)
- Physicist (2000, enregistré par le line-up de Strapping Young Lad)
- Terria (2001)
- Ziltoid the Omniscient (2007)
- Empath (2019)
- The Puzzle (2021)
- Snuggles (2021)
- Lightwork (2022)
- PowerNerd (2024)

#### Albums seulement disponibles sur son site internet
- Official Bootleg (1999, disponible aussi en VHS, enregistré par le line-up de Strapping Young Lad)
- Ass-Sordid Demos 1990-1996 (2000)
- Ass-Sordid Demos II (2004)
- Devlab (2004)
- The Hummer (2006)
- Unplugged (2011)

#### Singles et EP
- Christeen + 4 Infinity's Demos (1998)
- Project E.K.O. (2003) (CD Bonus d'Accelerated Evolution)
- Vampira (2006)

### Discographie du Devin Townsend Band
- Accelerated Evolution (2003)
- Synchestra (2006)

### Discographie du Devin Townsend Project

#### Albums studio
- Ki (2009)
- Addicted (2009)
- Deconstruction (2011)
- Ghost (2011)
- Epicloud (2012)
- Z² (2014)
- Transcendence (2016)

#### Autres parutions
- Free Live EP (2011) (format digital en libre téléchargement)
- Contain Us (2011) (coffret 6 CDs et 2 DVDs en édition limitée à 5 000 exemplaires, dont 500 numérotés et comprenant un disque vinyle supplémentaire)
- By a Thread - Live in London 2011 (2012) (coffret 5 CDs et 4 DVDs retraçant l’interprétation de chaque album du Devin Townsend Project)
- The Retinal Circus (2013) (Blu-Ray/DVD/CD, spectacle en direct enregistré le 27 octobre 2012 à Londres)
- Pendulum - The Reworks (2018), Townsend réinterprètes le single Crush du groupe

### Discographie de Casualties of Cool
- Casualties of Cool (2014)

### Discographie de Strapping Young Lad

#### Albums
- Heavy As A Really Heavy Thing (1995)
- City (1997)
- Live in Australia : No Sleep Till Bedtime (1998) (live)
- SYL (2003)
- Alien (2005)
- The New Black (2006)
- City : Remastered + bonus.(2007)
- Heavy As A Really Heavy Thing : Remastered + bonus. (2007)
- 1994-2006 Chaos Years (2008) Best-of CD/DVD.

### Discographie avec Steve Vai
- Sex & Religion (1993)

### Discographie avec IR8
- IR8 Vs Sexoturica (2002, split-CD)